# توني بوث (ممثل)
توني بوث (بالإنجليزية: Tony Booth)‏ هو جندي وممثل بريطاني، ولد في 9 أكتوبر 1931 في ليفربول في المملكة المتحدة، وتوفي في 25 سبتمبر 2017 في لندن في المملكة المتحدة بسبب مرض آلزهايمر.

## وصلات خارجية
- توني بوث على موقع IMDb (الإنجليزية)
- توني بوث على موقع ألو سيني (الفرنسية)
- توني بوث على موقع ميوزك برينز (الإنجليزية)
- توني بوث على موقع أول موفي (الإنجليزية)
- توني بوث على موقع قاعدة بيانات الأفلام السويدية (السويدية)
- توني بوث على موقع ديسكوغز (الإنجليزية)
- توني بوث على موقع قاعدة بيانات الفيلم (الإنجليزية)
- توني بوث على موقع كينوبويسك (الروسية)